# Ernst Bardenhewer
Ernst Bardenhewer (* 6. März 1893 in Bonn; † 18. März 1964 in Bad Godesberg) war ein deutscher Jurist und Verwaltungsrichter, von 1950 bis 1958 war er Präsident des Hessischen Verwaltungsgerichtshofs.
Bardenhewer studiert Rechtswissenschaften und schloss das Studium 1919 mit der Promotion zum Dr. jur. ab. Er wurde 1914 Gerichtsreferendar, 1921 Gerichtsassistent, seit 1922 arbeitete er bei der preußischen Bezirksregierung in Köln, wo er 1923 Regierungsassessor wurde. Seit 1925 arbeitete er bei der Regierung in Arnsberg, wo er 1926 zum Regierungsrat ernannt wurde. Seit 1933 war er bei der Regierung in Schneidemühl, seit 1937 in Wiesbaden. Hier wurde er 1945 Regierungsdirektor. Nachdem Heinrich Noelle 1948 vom stellvertretenden Regierungspräsidenten zum Regierungspräsidenten befördert worden war, wurde Berdenhewer ständiger Vertreter des Regierungspräsidenten. Nach seinem Ausscheiden im Regierungspräsidium wurde Bruno Wachsmann sein Nachfolger. Vom 1. Mai 1950 bis zur Pensionierung am 31. März 1958 war er Präsident des Verwaltungsgerichtshofs des Landes Hessen. In seine Amtszeit fiel eine deutliche Vergrößerung des Gerichtes. Bei seinem Amtsantritt bestand es aus zwei hauptberuflichen Oberverwaltungsgerichtsräten und vier Oberlandesgerichtsräten, die nebenamtlich im Verwaltungsgerichtshof Recht sprachen. Zum 1. Oktober 1951 wurde ein zweiter Senat eingerichtet. Bardenhewer leitete nun den ersten Senat, der zweite Senat wurde von einem Senatspräsidenten geführt. 1953 wurde die Zahl der hauptamtlichen Richter auf acht erhöht.